# Journey to Silius
Journey to Silius è un videogioco di tipo sparatutto a scorrimento sviluppato da Sunsoft e pubblicato nel 1990 per la console Nintendo Entertainment System. In Giappone è uscito come Raf World (ラフワールド?, Rafu Wārudo).

## Trama
Siamo nell'anno 0373 del nuovo calendario dell'era spaziale. La popolazione terrestre è cresciuta così tanto che molte persone si spostano sulle colonie spaziali che sono state create in altri sistemi solari. Jay McCray si sta spostando sulla colonia numero 428 nel sistema solare di Silius, il cui sviluppo è seguito da suo padre. Mentre è in viaggio verso Silius, dei terroristi compiono un attentato sulla colonia: nell'attentato, oltre a venir distrutto il centro di sviluppo della colonia stessa, muore anche il padre di MacCray.
Deciso a vendicarsi, McCray inizia a fare delle ricerche per capire chi sono i terroristi responsabili del disastro. Raggiunto l'appartamento di suo padre, McCray trova un floppy disk contenente i piani per terminare lo sviluppo della colonia e così egli decide di portare a termine il lavoro ma anche di distruggere i nemici che hanno ucciso il genitore.

## Modalità di gioco
Il giocatore pilota Jay McCray attraverso un mondo alieno pieno di macerie, i resti della colonia distrutta. Lo scopo del gioco è di distruggere tutti i terroristi e vendicare così l'uccisione del padre. Per fare questo, il giocatore deve completare 5 schemi evitando i nemici che incontra sulla sua strada e sconfiggendo il boss di fine livello. Il giocatore è dotato inizialmente di un'arma, con munizioni infinite ma non molto potente: durante il gioco è possibile trovare nuove e più potenti armi, necessarie a sconfiggere i vari boss. Dopo il boss del 5º livello il giocatore affronta il boss finale: se lo sconfigge, il gioco non termina ma riparte da capo.

## Sviluppo e versioni
Il gioco era stato inizialmente progettato per essere basato sul film Terminator ma Sunsoft perse la licenza durante lo sviluppo, per cui fu riprogettato in corso d'opera eliminando i richiami al nome ed ai personaggi della pellicola. Alcuni riferimenti a questa prima versione rimangono comunque nel gioco finale: il boss finale del gioco, ad esempio, ricorda molto l'omonimo cyborg del film.
Il gioco si è fatto notare per la qualità della sua traccia audio. La musica iniziale è stata realizzata utilizzando il generatore digitale per una traccia di basso ed il generatore dell'onda triangolare per una traccia di grancassa, che da ad essa un tono molto particolare.
La versione americana del gioco differisce da quelle europea e giapponese nello sprite del protagonista, che nella prima è dotato di un elmetto che copre la testa e di una differente armatura mentre nelle altre mostra la testa scoperta.